# Iru (Tallinn)
Iru is een subdistrict of wijk (Estisch: asum) binnen het stadsdistrict Pirita in Tallinn, de hoofdstad van Estland. De wijk telde 40 inwoners op 1 januari 2020.

## Geografie
De wijk grenst in het westen aan de rivier Pirita (aan de overkant ligt de wijk Kose) en in het zuiden aan de weg Narva maantee, die de grens vormt met de wijk Priisle. De Narva maantee splitst zich in de Vana-Narva maantee (de oude weg naar Narva) en de Pärnamäe tee. De Pärnamäe tee vormt de grens tussen Iru en het dorp Laiaküla in de gemeente Viimsi. Ten noorden van Iru ligt de wijk Laiaküla, die bij Tallinn hoort.
Het dorp Iru in de gemeente Jõelähtme ligt ten zuiden van de Vana-Narva maantee en grenst bij de splitsing net met een puntje aan de gelijknamige wijk.

## Geschiedenis

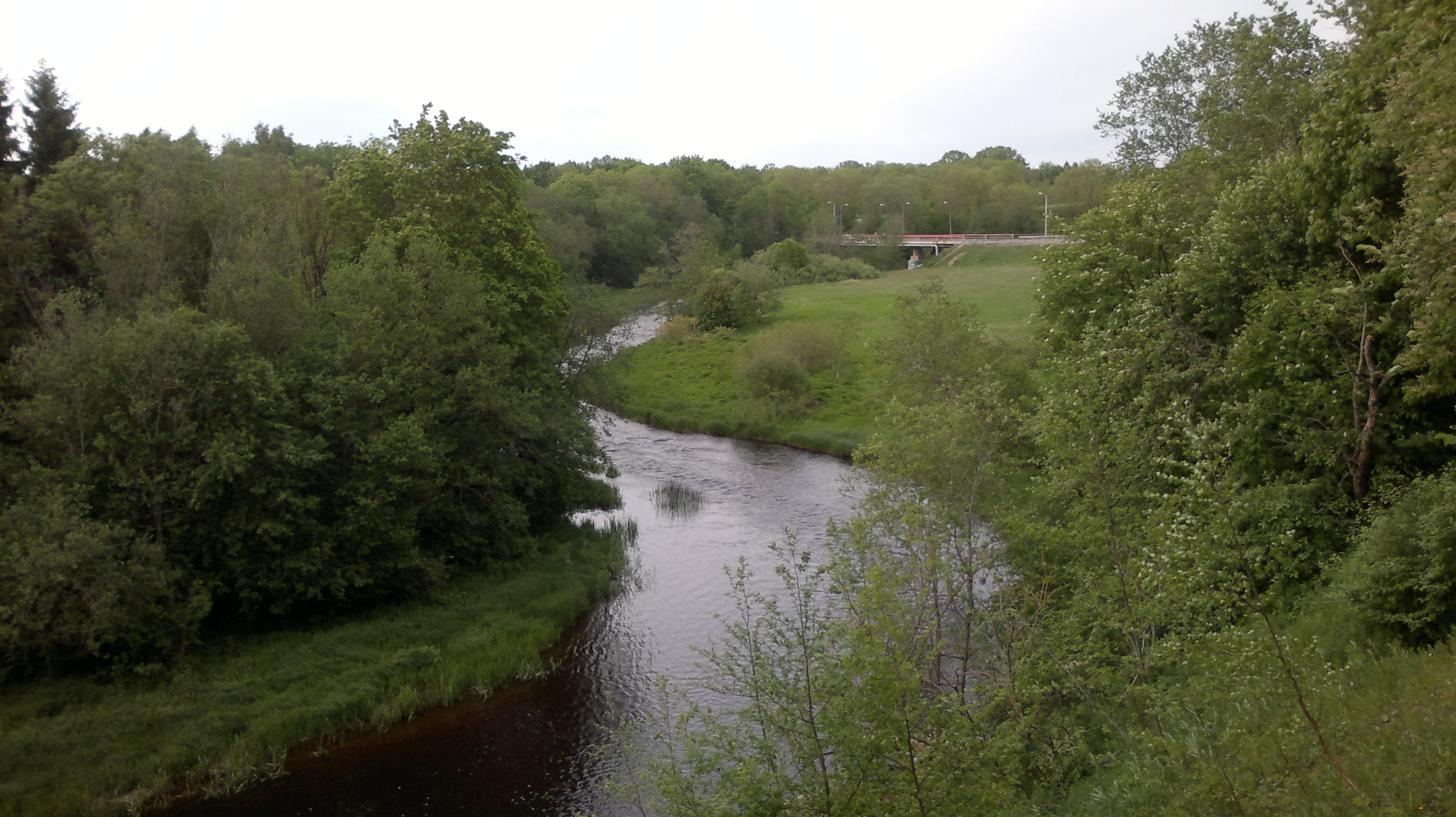
De rivier Pirita op de grens tussen Iru en Kose

De wijk Iru hoorde tot 1975 bij het dorp Iru. Het dorp was al in 2000 voor Christus bewoond. Tussen de achtste en de vijfde eeuw voor Christus werden rond de vestiging verdedigingswerken aangelegd. Een 15 meter hoge heuvel (Iru linnamägi) bij het dorp is waarschijnlijk de plaats waar ooit een burcht lag. Bij opgravingen zijn hier de oudste ijzeren voorwerpen in Estland gevonden. In de 11e eeuw brandde de vestiging grotendeels af. De heuvel ligt tegenwoordig in de Tallinnse wijk Priisle.
Pas na die tijd, in 1241, maakt een document melding van Iru. Later, in elk geval vanaf de 16e eeuw, hoorde het tot het gebied van het landgoed Väo (Duits: Faeht; de kern van het gebied is nu de gelijknamige wijk in Tallinn). In 1733 werd het dorp samengevoegd met het nabijgelegen Nehatu. In 1816 werd de gemeente Jõelähtme (Duits: Jeglecht) gevormd, met Iru als een van de dorpen.
Het noordelijk deel van Iru, dat voornamelijk uit bos bestond, werd in 1975 door Tallinn geannexeerd. Ook vandaag de dag bestaat het overgrote deel van de wijk nog steeds uit bos. Het aantal inwoners van de wijk Iru is maar een tiende van dat van het dorp Iru. In het noorden van de wijk ligt een tuincentrum.